# غران بريميو ديلا كوستا إتروششي 2017
غران بريميو ديلا كوستا إتروششي 2017 (بالألمانية: Gran Premio Costa degli Etruschi 2017) هو سباق دراجات هوائية، وهو الموسم رقم 22 من السباق، وأقيم في 5 فبراير 2017، وامتدّ لمسافة 190.6 كيلومتر، وهو أحد سباقات طواف أوروبا للدراجات 2017.
فاز فيه بالمركز الأول دييغو يليسي، وبالمركز الثاني مانويل بيليتي، وبالمركز الثالث فرانسيسكو جافازي.

## الفرق
| فريق عالمي- UAE Abu Dhabi فرق قارية محترفة (6)- ويلير تريستينا-سيل إيطاليا 2017 ‏ - Bardiani CSF - أندروني جوكاتولي-سيدرمك ‏ - نيبو-فيني فانتيني 2017 ‏ - غازبروم روسفيلو ‏ - ديلكو ‏ فرق قارية (11)- Trevigiani Phonix–Hemus 1896 ‏ - فريق تيرول كيه تي إم للدراجات ‏ - Team Felt–Felbermayr ‏ - مينسك سي سي 2017 ‏ - أموري وفيتا - برودير ‏ - فورارلبرغ 2017 ‏ - 0711 Cycling ‏ - GM Europa Ovini ‏ - Kamen Pazin ‏ - MG.K vis Colors for Peace ‏ - D'Amico–UM Tools ‏ فريق وطني- فريق إيطاليا لركوب الدراجات للرجال 2017 ‏ |  |
| |  |

## التصنيف العام النهائي
| التصنيف العام | التصنيف العام       | التصنيف العام | التصنيف العام                | التصنيف العام |        |
| الدراج        | الدراج              | البلد         | الفريق                       | الوقت         | السرعة |
| ------------- | ------------------- | ------------- | ---------------------------- | ------------- | ------ |
| 1.            | دييغو يليسي         | إيطاليا       | UAE Abu Dhabi                | 4 س 32 د 24 ث |        |
| 2.            | مانويل بيليتي       | إيطاليا       | ويلير تريستينا-سيل إيطاليا   | + 14 ث        |        |
| 3.            | فرانسيسكو جافازي    | إيطاليا       | Androni-Sidermec-Bottecchia  | + 14 ث        |        |
| 4.            | رومان ماكين         | روسيا         | Gazprom-RusVelo              | + 14 ث        |        |
| 5.            | Davide Mucelli ‏     | إيطاليا       | Meridiana Kamen              | + 14 ث        |        |
| 6.            | Mikel Aristi ‏       | إسبانيا       | Delko-Marseille Provence-KTM | + 14 ث        |        |
| 7.            | أسبيورن كراغ أندرسن | الدنمارك      | Delko-Marseille Provence-KTM | + 14 ث        |        |
| 8.            | باولو توتو          | إيطاليا       | Sangemini-MG.Kvis            | + 14 ث        |        |
| 9.            | إدوارد مايكل جروسو  | رومانيا       | Nippo-Vini Fantini           | + 14 ث        |        |
| 10.           | Simone Petilli ‏     | إيطاليا       | UAE Abu Dhabi                | + 14 ث        |        |

## وصلات خارجية
- غران بريميو ديلا كوستا إتروششي 2017 على موقع إحصائيات الدراجات الإحترافية (الإنجليزية)